# Will Venable
William Dion Venable (* 29. Oktober 1982 in Greenbrae, Kalifornien) ist ein US-amerikanischer ehemaliger Baseballspieler und arbeitet zur Zeit als Third Base Coach für die Chicago Cubs. Er spielte in der Major League Baseball für die Los Angeles Dodgers, Texas Rangers und San Diego Padres, die ihn beim Draft 2005 in der 7. Runde zogen.

## Karriere

### College
Nachdem Venable die San Rafael-Highschool beendet hatte, entschied er sich für das Princeton College im gleichnamigen Ort. Er spielte dort neben Baseball auch Basketball, beides auf hohem Niveau. Er entschied sich aber Baseball zu spielen, da sein Vater Max Outfielder bei den San Francisco Giants war.

### MLB
Venable wurde beim Draft 2005 in der 7. Runde (218. Overall) von den San Diego Padres gezogen. Er absolvierte sein erstes Spiel am 29. August 2008 gegen die Colorado Rockies, in welchem er seinen ersten Hit verzeichnen konnte. Es folgte ein rasanter Aufstieg des jungen Outfielders. In seinem ersten Jahr in der MLB konnte er einen Batting Average von .264 vorweisen, welcher in jeder Spielzeit konstant war bzw. ist.

### Spielerische Merkmale
Venable ist ein sehr schneller Spieler, was dazu führt, dass er ein sehr guter Base-Stealer ist. Außerdem beendete er zwei Spielzeiten unter den Spielern mit den meisten Triples.